# Languédias
Languédias (tiếng Breton: Langadiarn) là một xã của tỉnh Côtes-d’Armor, thuộc vùng Bretagne, tây bắc Pháp.

## Dân số
Người dân ở Languédias được gọi là Languédiaçais.